# 中山大障害

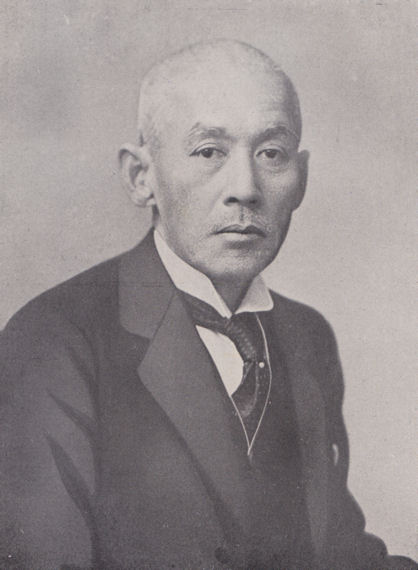
中山大障害の創設者・肥田金一郎

中山大障害（なかやまだいしょうがい）は、日本中央競馬会（JRA）が中山競馬場で施行する中央競馬の重賞競走（J・GI）である。競馬番組表での名称は「農林水産省賞典 中山大障害（のうりんすいさんしょうしょうてん なかやまだいしょうがい）」と表記している。
春に施行される中山グランドジャンプとともに、大竹柵障害や大生垣障害を飛越する中山競馬場の襷コース（大障害コース）が用いられる（後述）。
正賞は農林水産大臣賞、日本馬主協会連合会会長賞。

## 概要

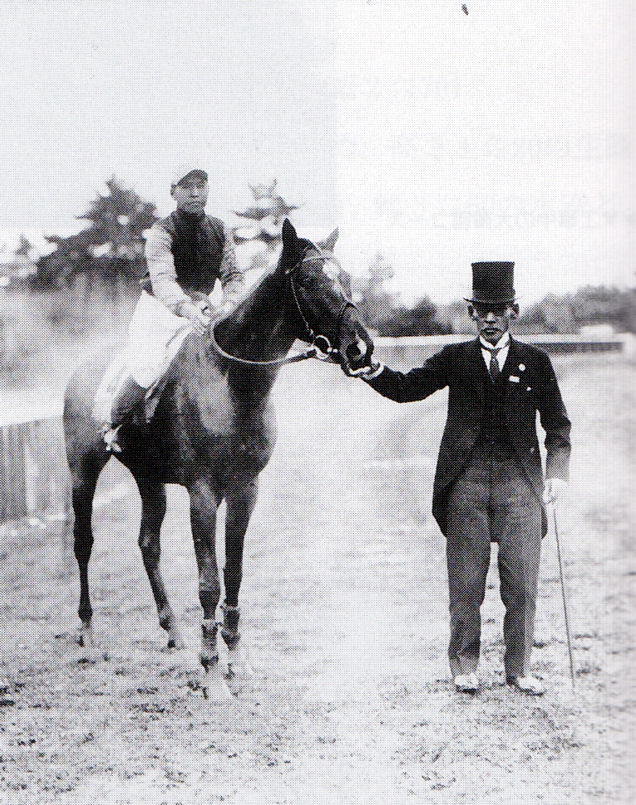
第1回大障害特別優勝馬・キンテンと轡を取る肥田金一郎

1934年に、当時中山競馬倶楽部の理事長だった肥田金一郎が東京優駿（日本ダービー）に匹敵する中山競馬場の名物競走とすることを目的として創設した障害競走で、日本で最も難度の高い障害競走とされている。第1回は「大障害特別」の名称で行われ、1935年から春と秋の年2回施行するようになった。競走名はその後度重なる変更を経て、1948年秋より「中山大障害」の名称で定着している。施行距離は創設時に4100mとされ、幾度かの変遷を経たのち1972年秋より再び4100mに戻され、現在に至る。
1935年以来、長らく春と秋に年2回施行していたが、1999年に障害競走が改革されグレード制を導入した際、春の競走を廃止のうえ新たに「中山グランドジャンプ」が創設され、本競走と中山グランドジャンプが最高位となる「J・GI」に格付け。あわせて負担重量も別定から定量に変更され、以後は秋季に年1回の施行となった。事故防止のため1972年に障害の規模を多少縮小したものの、現在も「華の大障害」「暮れの中山の名物レース」などと呼ばれ親しまれている。
1957年から4歳（現3歳）馬の出走が秋のみ認められるようになり、外国産馬は1989年から春、1993年から秋にそれぞれ出走可能になった。2011年からは国際競走となり、外国馬も出走可能になった。
また、競馬における障害競走の総決算として位置づけられているほか、年度により12月28日が日曜日である場合は、その前日の土曜日である12月27日に、平地の2歳GI「ホープフルステークス」との同日並列開催となる場合がある他（直近例では2025年。なお2020年は12月28日が月曜だったが、この年も28日ではなく、有馬記念（12月27日）の前日に当たる12月26日に施行された）、ごく稀に「WIN5」の対象レースとして組み込まれることがある。

### 競走条件
以下の内容は、2023年（第146回）現在のもの。
出走資格：サラ系障害3歳以上（出走可能頭数：最大16頭）
- JRA所属馬
- 外国調教馬（8頭まで、優先出走）

負担重量：定量（3歳61kg、4歳以上63kg、牝馬2kg減）
- 第1回 - 第121回は別定[3]。

出馬投票を行った馬のうち優先出走権のある外国馬から割り当て、JRA所属馬は「通算収得賞金」+「過去1年の収得賞金」+「過去2年のJ・GI競走における収得賞金」が多い順に割り当てる。

### 賞金
2023年の1着賞金は6600万円で、以下2着2600万円、3着1700万円、4着990万円、5着660万円。

### コース

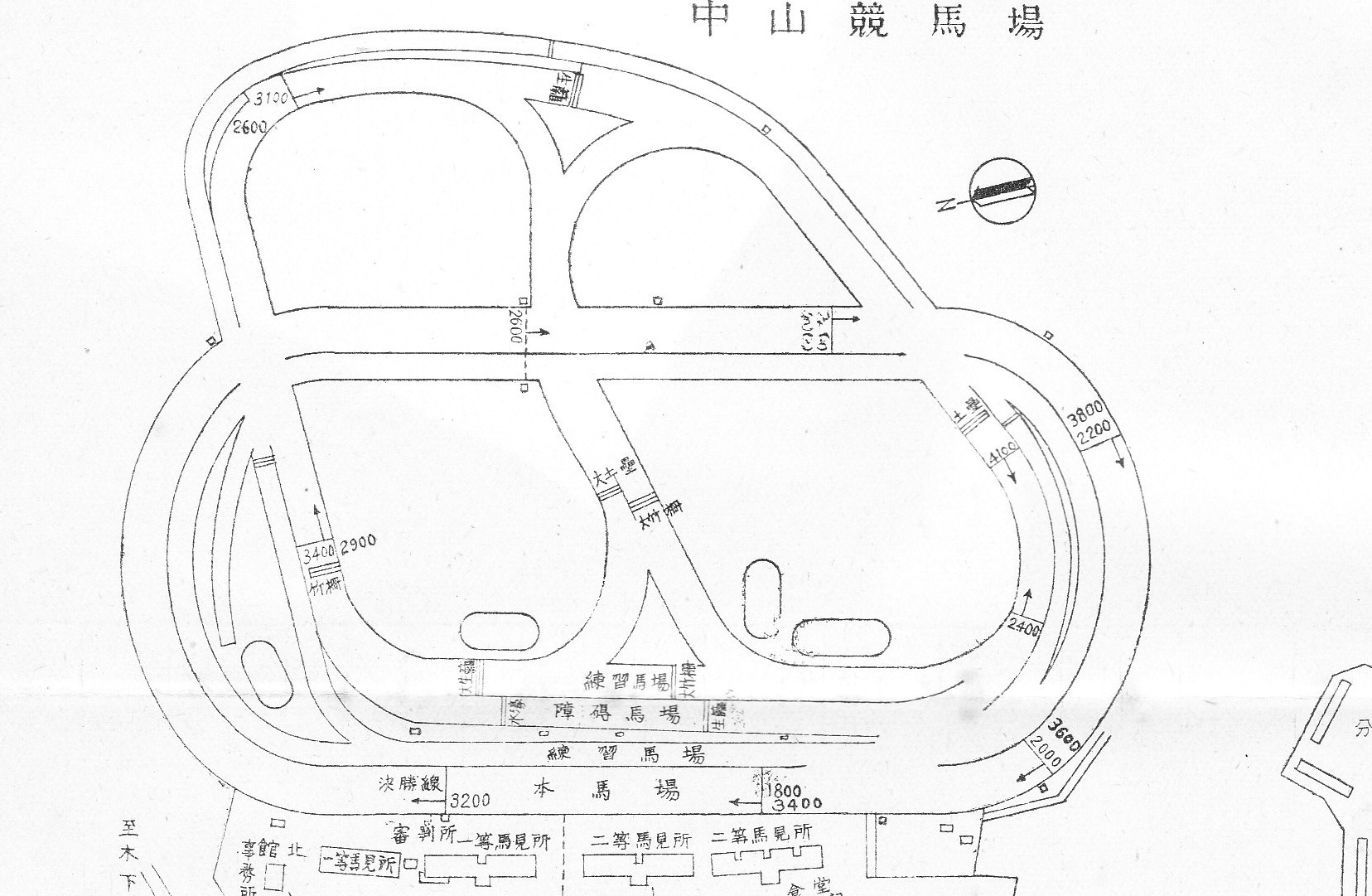
初期の走路図

中山競馬場の障害コース・大障害コース（後述）を周回し、最後の直線は芝コースを使用。全体の距離は4100m。
第3コーナーからスタートし、まず順回りで4分の3周。向正面から大障害コースに入り大竹柵を飛越。その後は逆回りとなり、第4コーナーから第3コーナーを通って再び大障害コースに入り大生垣を飛越。再び順回りに戻り、第4コーナーからダートコースを横切って芝コースへ進入。最後の直線には障害がない。
7つの障害を11回飛越し、6回の坂路（谷。「バンケット」とも呼ばれる）昇降がある。飛越のテクニックはもちろん、大竹柵と大生垣では高さに加え距離も飛ばなければクリアできず、スタミナや精神力が試されるJRA障害の最高峰コースとされている。
創設時は障害を10回飛越し、6回の坂路（谷。「バンケット」とも呼ばれる）昇降のほかに大土塁（通称「赤レンガ」。高さ1.4m・幅2.2m）と大竹柵（高さ1.6m）と生垣（高さ1.5m・幅2.7m）があった。

#### 大障害
中山競馬場の襷コースは「大障害コース」とも呼ばれ、本競走と中山グランドジャンプでのみ使用される。大障害コースには、大竹柵と大生垣が設置されている。

##### 大竹柵
中山競馬場の第6号障害。スタートから5番目に飛越する障害で、高さ160cm・幅205cm・竹柵部分の高さは140cmとなっている。1980年代はこの障害で転倒・落馬をする馬が非常に多く、1981年春より1985年秋まで出走馬延べ80頭のうち19頭が転倒・落馬を引き起こした。その後、竹柵をしまりが緩くかき分けやすいものに変更したことに伴い、大幅に易化。2003年から2012年までの出走馬140頭のうち、ここで落馬した馬はわずか1頭にまで激減した。

##### 大生垣
中山競馬場の第7号障害。スタートから7番目に飛越する障害で、高さ160cm・幅240cm・生垣の高さ140cm。大障害創設当初より20cm高くなっている。大竹柵から見て逆周りをしてもう1回、襷に戻ってくるという仕組み。かつては大土塁（おおどるい）と呼ばれたが、旧大生垣が廃止された後にこちらを「大生垣」と呼ぶようになった。前面土塁部分に赤レンガ模様のデザインが施されており、「赤レンガ」という通称も用いられる。以前より競走中止となることは少ないが、ときおり有力馬の落馬を引き起こしている。また、大竹柵の難易度低下に伴って近年では中止率が逆転している。

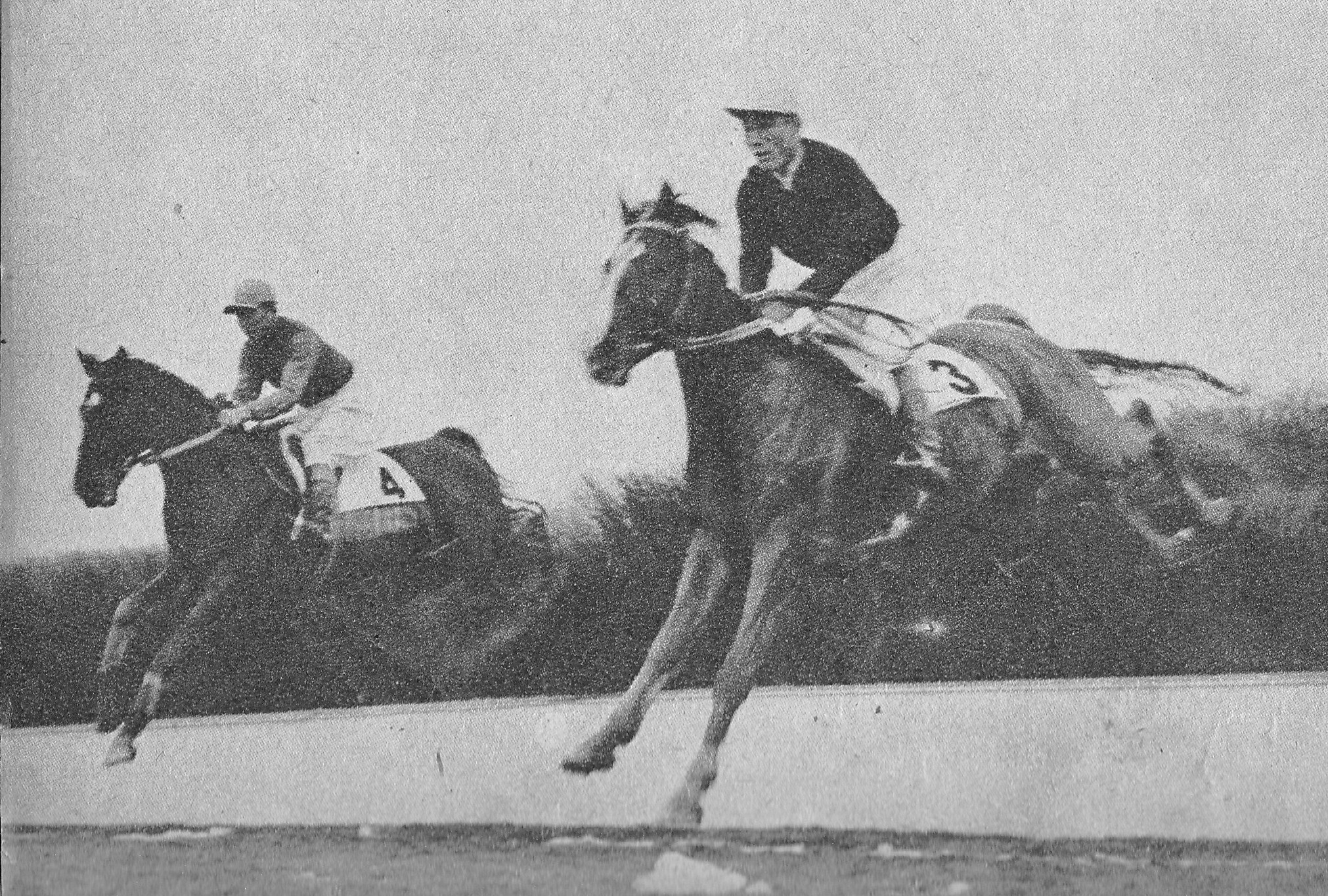
大竹柵障害を飛越するレツドサンド（右）とキンテン（1934年大障碍特別）
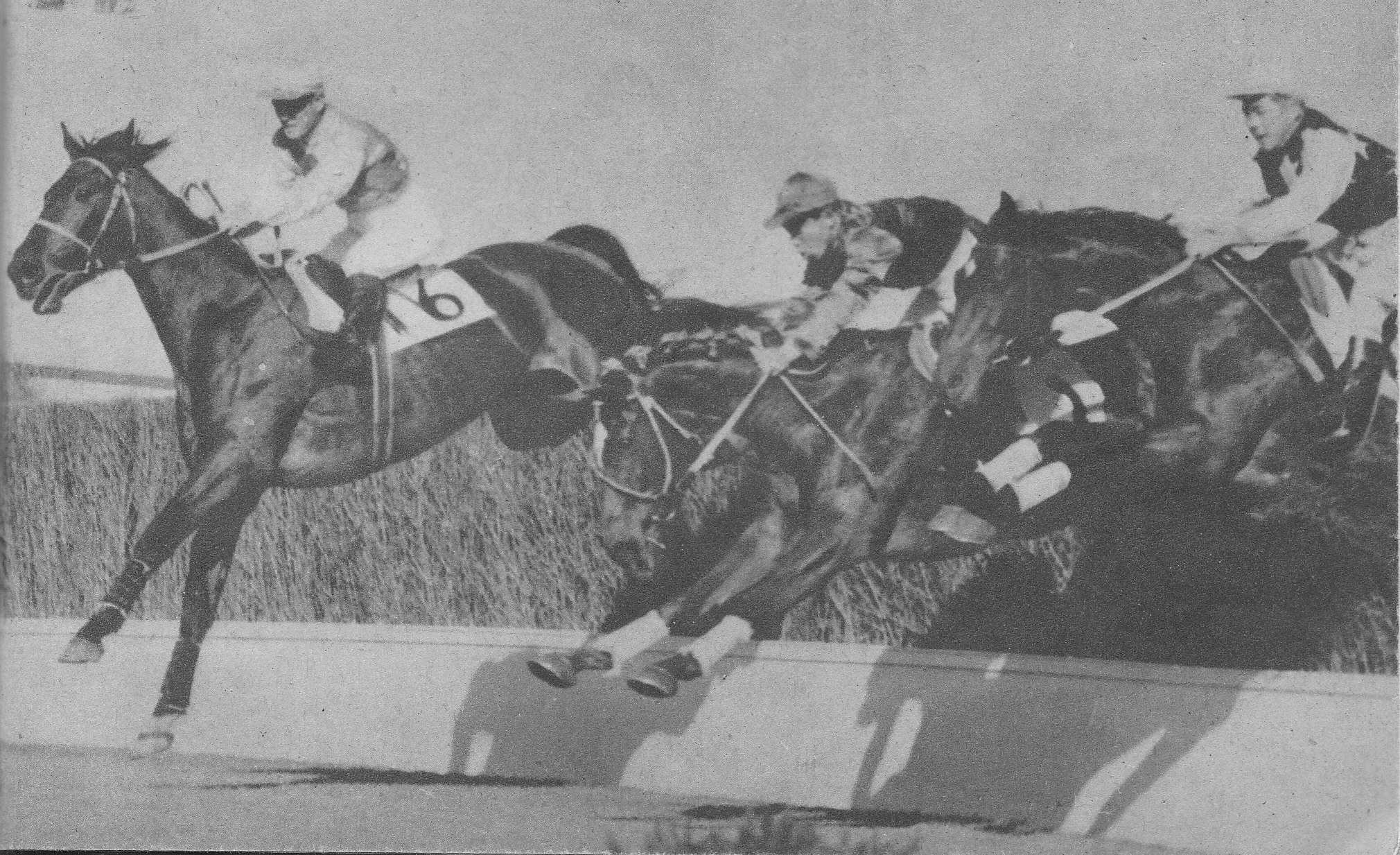
1938年の大竹柵
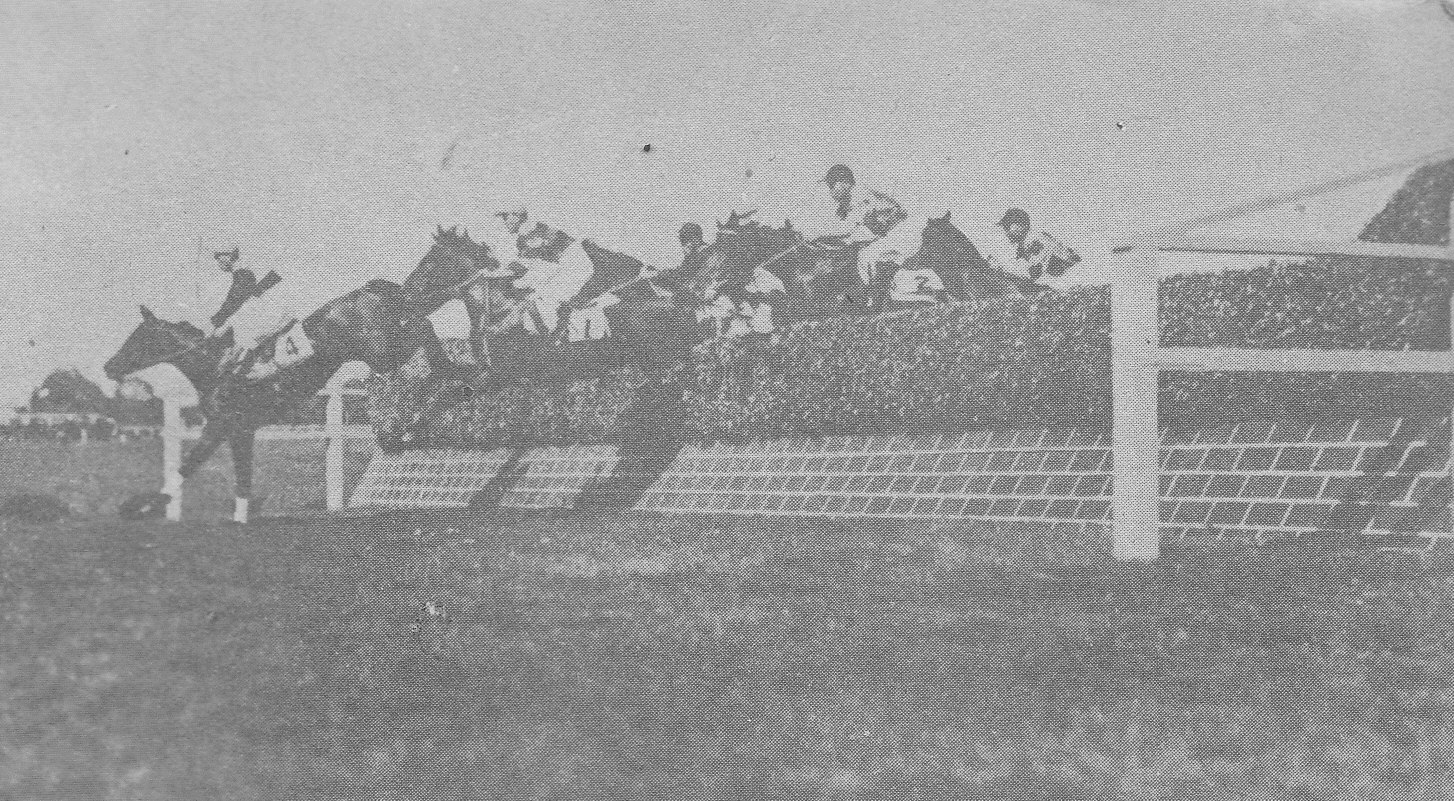
1938年の大土塁
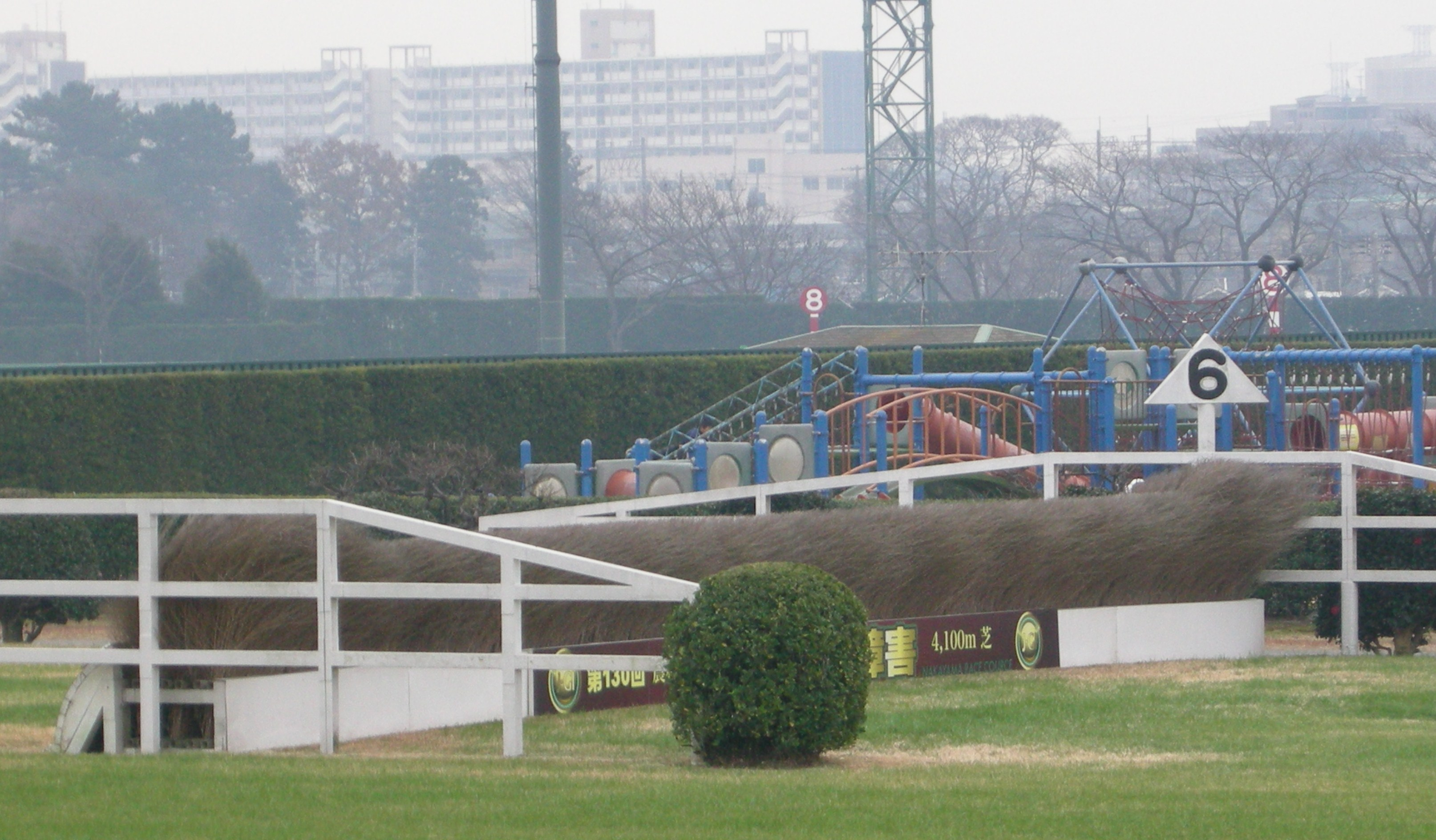
2007年の大竹柵
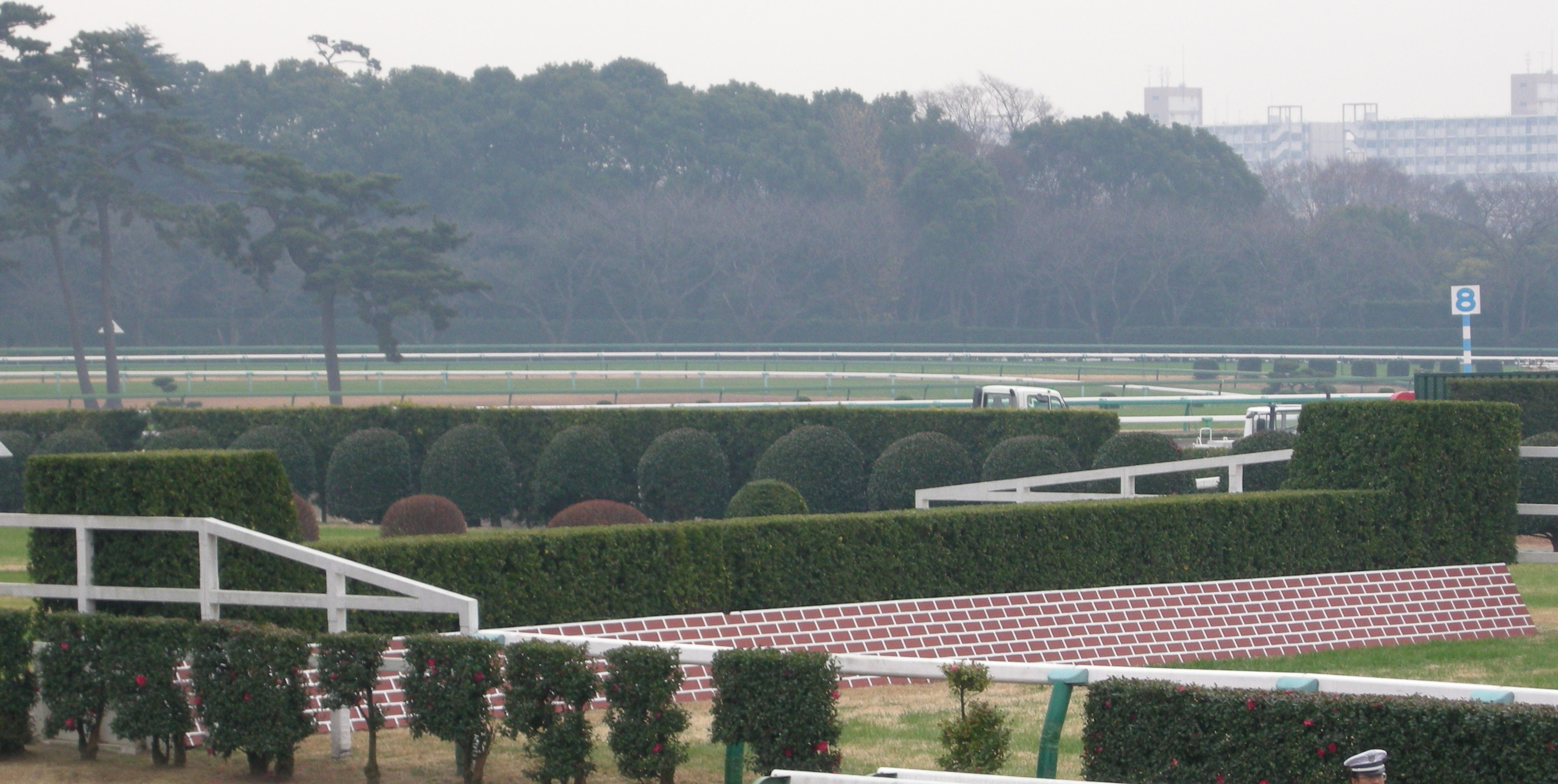
2007年の大生垣

## 歴史
中山競馬倶楽部の肥田金一郎が1932年に創設された東京優駿競走に匹敵する競走を中山競馬場でも開催したいと考え、イギリスのグランドナショナルにならった障害競走を創設するため、同年に障害コースの整備を開始。1934年8月27日に「大障碍特別競走」を創設する旨を各倶楽部に通知した。
それは距離4100m、高さ160cmの大竹柵、高さ140cm・幅220cmの大土塁、高さ150cm・幅270cmの大生垣の三大障害を含め計10回の障害飛越、加えて高低差4メートルを超える坂路を6回昇降するというものであり、ほとんどが中距離で障害も120センチメートル以下の競走しかなかった当時としては非常に過酷なものであった。
競馬関係者からは軍馬の改良の必要性などから長距離を耐え抜く有能な実役馬を選定できるという賛成意見もあったが、将来種牡馬となる良血馬、高額馬の出走が望めない少頭数となり競走興味が薄れるなどの理由で時期尚早とする反対意見が圧倒的となった。しかし肥田は断固として施行を主張。12月5日に大障碍特別競走を行うことを決定した。1着賞金は1万円であり、これは東京優駿競走と並び当時最高の賞金額を誇るレースであった。
1999年の障害競走の改革にあたっては、春の大障害を「中山スプリングジャンプ」、秋の大障害を「中山グランドジャンプ」とする計画であったが、競馬サークルの内外から「伝統のレース名は残すべき」という声が上がり、また春の競走を国際招待レースとする計画が立ち上がったため、春は「中山グランドジャンプ」として新設、秋は従来通り「中山大障害」の名称で施行することとなった。
2020年より、発走前のファンファーレ生演奏を実施（2023年はCD音源）。

### 年表
- 1934年 - 「大障碍特別競走」の名称で別定戦として創設[3]。出走4頭中3頭が完走した。
- 1935年
  - この年より年2回施行される（1947年と1956年を除く）[3]。
  - 名称を「農林省賞典障碍」に変更[3]。
- 1938年 - 名称を「中山農林省賞典障碍」に変更[3]。
- 1943年 - 名称を「中山農商省賞典障碍」に変更[3]。
- 1947年 - 名称を「農林省賞典障碍」に変更[3]。
- 1948年 - 名称を「中山大障碍」に変更[3]。
- 1950年 - この年のみ過去の優勝馬が出走不可となる。
- 1954年 - 名称を「農林省賞典 中山大障碍」に変更[3]。
- 1957年 - 4歳馬が出走可能になる。
- 1970年 - 名称を「農林省賞典 中山大障害」に変更[3]。
- 1971年 - 馬インフルエンザ蔓延の影響で開催中止。
- 1972年 - 向正面障害専用コース新設に伴い、距離が4100mに短縮される。
- 1978年 - 名称を「農林水産省賞典 中山大障害」に変更[3]。
- 1993年 - 混合競走に指定され、外国産馬が出走可能になる。
- 1999年 
  - グレード制導入によりJ・GIに格付け[3]。
  - 年1回施行となり、以後は秋季のみとなる[3]。
  - 負担重量を定量に変更[3]。
- 2001年 - 馬齢表示の国際基準への変更に伴い、競走条件を「3歳以上」に変更。
- 2003年 - 積雪のため中止、2004年1月に延期。
- 2011年 - 国際競走に変更され、外国調教馬が8頭まで出走可能となる。

## 歴代優勝馬
優勝馬の馬齢は、2000年以前も現行表記としている。
競走名は第1回が「大障碍特別」、第3回・第5回・第7回、第20回が「農林省賞典障碍」、第9回・第11回・第13回・第15回・第17回が「中山農林省賞典障碍」、第19回が「中山農商省賞典障碍」。競馬場は全て中山。距離は第1回から第15回までと第22回から第53回まで及び第69回以降は4100m、第17回と第19回は4240m、第20回は3350mで行われていた。
| 回数    | 施行日         | 優勝馬             | 性齢     | タイム   | 優勝騎手   | 管理調教師 | 馬主                                 | 単勝オッズ | 単勝人気 | 1着本賞金 |
| ------- | -------------- | ------------------ | -------- | -------- | ---------- | ---------- | ------------------------------------ | ---------- | -------- | --------- |
| 第1回   | 1934年12月5日  | キンテン           | 牡5      | 5:21 1/5 | 稲葉幸夫   | 稲葉秀男   | 肥田金一郎                           |            | 2        | 1万円     |
| 第3回   | 1935年10月20日 | オーシス           | 牡4      | 5:02 2/5 | 佐藤修     | 杉浦照     | 石川義明                             | 1          |          |           |
| 第5回   | 1936年10月18日 | トーナメント       | 牡4      | 4:57 1/5 | 中野吉太郎 | 杉浦照     | 石川義明                             | 1          |          |           |
| 第7回   | 1937年10月17日 | キンテキ           | 牡4      | 5:01 0/5 | 古賀嘉蔵   | 尾形景造   | 高井治兵衛                           | 1          |          |           |
| 第9回   | 1938年11月27日 | リードアン         | 牝4      | 5:06 0/5 | 稲葉幸夫   | 藤本冨良   | 大川義雄                             | 1          |          |           |
| 第11回  | 1939年12月3日  | シヤインモア       | 牝4      | 4:55 1/5 | 内藤潔     | 尾形景造   | 土田荘助                             | 2          |          |           |
| 第13回  | 1940年12月8日  | スタミナ           | 牝5      | 4:59 0/5 | 岩下密政   | 田村仁三郎 | 豊島美王麿                           | 3          |          |           |
| 第15回  | 1941年12月7日  | ゼーアドラー       | 牡5      | 4:55 0/5 | 古賀嘉蔵   | 尾形景造   | 片山哲雄                             | 1          |          |           |
| 第17回  | 1942年11月29日 | バイエル           | 牝4      | 5:08 3/5 | 富田竹次郎 | 布施季三   | 高橋錬逸                             | 3          |          |           |
| 第19回  | 1943年11月28日 | カミワカ           | 牡5      | 5:05 1/5 | 岩下密政   | 田村仁三郎 | 豊島美王麿                           | 1          |          |           |
| 第20回  | 1947年12月14日 | ニユージヤパン     | 牡4      | 4:07 3/5 | 小桧山悦雄 | 鈴木信太郎 | 豊島美王麿                           | 1          | 7万円    |           |
| 第22回  | 1948年11月3日  | ブルーホマレ       | 牡4      | 4:47 0/5 | 吉野勇     | 大久保房松 | 久保邦造                             | 3          | 40万円   |           |
| 第24回  | 1949年12月4日  | ブランドライト     | 牡5      | 4:58 3/5 | 坂内光雄   | 尾形藤吉   | 川内安忠                             | 2          | 50万円   |           |
| 第26回  | 1950年12月7日  | アシガラヤマ       | 牡4      | 4:54 1/5 | 吉野勇     | 平井寅雄   | 川島政子                             | 3          | 50万円   |           |
| 第28回  | 1951年12月16日 | ミツタヱ           | 牝5      | 4:51 0/5 | 渡辺正人   | 東原玉造   | 河野信一                             | 1          | 70万円   |           |
| 第30回  | 1952年12月21日 | サチヒカリ         | 牡4      | 4:50 3/5 | 坂本栄三郎 | 小西喜蔵   | 石原利貞                             | 1          | 70万円   |           |
| 第32回  | 1953年11月1日  | モモタロウ         | 牡5      | 4:49 4/5 | 野平幸雄   | 田中和一郎 | 舟橋聖一                             | 2          | 70万円   |           |
| 第34回  | 1954年11月3日  | アラワシ           | 牡4      | 4:54 1/5 | 伊藤英治   | 望月与一郎 | 高橋なつ                             | 2          | 100万円  |           |
| 第36回  | 1955年11月3日  | シマユキ           | 牡5      | 4:47 1/5 | 飯塚好次   | 松山吉三郎 | 小野仁助                             | 6          | 100万円  |           |
| 第37回  | 1956年11月18日 | ハクレイ           | 牝4      | 4:54 4/5 | 目時重男   | 尾形藤吉   | 西博                                 | 4.4        | 2        | 120万円   |
| 第39回  | 1957年10月20日 | ヤマカブト         | 牝5      | 4:46 1/5 | 坂本栄三郎 | 小西喜蔵   | 山之内喜代子                         | 2.0        | 1        | 130万円   |
| 第41回  | 1958年10月12日 | ケニイモア         | 牝5      | 4:44 4/5 | 目時重男   | 武輔彦     | ジョー・エス                         | 5.9        | 3        | 130万円   |
| 第43回  | 1959年10月11日 | ハルボー           | 牡4      | 4:43.8   | 本田昌雄   | 田中朋次郎 | 加藤春雄                             | 6.0        | 4        | 150万円   |
| 第45回  | 1960年10月9日  | ロールメリー       | 牝5      | 4:46.9   | 古賀一隆   | 古賀嘉蔵   | 豊島美王麿                           | 4.5        | 2        | 200万円   |
| 第47回  | 1961年10月15日 | トサキング         | 牡4      | 4:48.4   | 瀬戸口勉   | 上田武司   | 上田清次郎                           | 2.8        | 1        | 300万円   |
| 第49回  | 1962年10月7日  | ライトリア         | 牡6      | 4:43.1   | 坂内光雄   | 藤本冨良   | 伊藤久雄                             | 6.3        | 3        | 400万円   |
| 第51回  | 1963年10月20日 | フジノオー         | 牡4      | 4:46.9   | 横山富雄   | 橋本輝雄   | 藤井一雄                             | 11.8       | 4        | 400万円   |
| 第53回  | 1964年10月11日 | フジノオー         | 牡5      | 4:49.7   | 横山富雄   | 橋本輝雄   | 藤井一雄                             | 1.8        | 1        | 450万円   |
| 第55回  | 1965年10月17日 | ミスハツクモ       | 牝5      | 4:54.4   | 前田禎     | 鈴木清     | 勝又豊次郎                           | 39.9       | 8        | 550万円   |
| 第57回  | 1966年12月4日  | ホウラン           | 牝4      | 4:56.1   | 金井国男   | 稲葉秀男   | 河野通                               | 4.2        | 2        | 800万円   |
| 第59回  | 1967年12月3日  | ヤマニンダイヤ     | 牡5      | 4:48.1   | 鶴留明雄   | 諏訪佐市   | 土井宏二                             | 46.8       | 11       | 900万円   |
| 第61回  | 1968年12月29日 | タジマオーザ       | 牡3      | 4:56.6   | 津田昭     | 佐藤勝美   | （株）田島牧場                       | 9.7        | 3        | 1100万円  |
| 第63回  | 1969年12月28日 | マウントブゼン     | 牝4      | 4:55.1   | 山田広士   | 野平省三   | 山田福太郎                           | 8.2        | 4        | 1300万円  |
| 第65回  | 1970年12月27日 | リクオー           | 牡4      | 4:58.4   | 千田能照   | 勝又忠     | 矢沢註二                             | 14.8       | 8        | 1500万円  |
| 第67回  | 1971年12月25日 | 開催中止           | 開催中止 | 開催中止 | 開催中止   | 開催中止   | 開催中止                             | 開催中止   | 開催中止 | 開催中止  |
| 第69回  | 1972年12月24日 | マスヒロ           | 牝4      | 5:02.8   | 成島正規   | 阿部正太郎 | 増山栄一                             | 22.6       | 9        | 1900万円  |
| 第71回  | 1973年12月23日 | クリユタカ         | 牡5      | 4:44.7   | 法理弘     | 阿部正太郎 | 栗林友二                             | 15.0       | 10       | 2200万円  |
| 第73回  | 1974年12月22日 | グランドマーチス   | 牡5      | 4:40.2   | 寺井千万基 | 伊藤修司   | 大久保興産（株）                     | 1.5        | 1        | 2700万円  |
| 第75回  | 1975年12月21日 | グランドマーチス   | 牡6      | 4:42.5   | 法理弘     | 伊藤修司   | 大久保興産（株）                     | 1.5        | 1        | 2800万円  |
| 第77回  | 1976年12月26日 | サクラオンリー     | 牡8      | 4:45.1   | 平井雄二   | 久保田彦之 | （株）さくらコマース                 | 3.6        | 1        | 3100万円  |
| 第79回  | 1977年12月25日 | バローネターフ     | 牡5      | 4:39.7   | 三浦春美   | 矢野進     | （有）ターフ・スポート               | 2.2        | 1        | 3200万円  |
| 第81回  | 1978年12月24日 | バローネターフ     | 牡6      | 4:43.6   | 小柳由春   | 矢野進     | （有）ターフ・スポート               | 2.2        | 1        | 3400万円  |
| 第83回  | 1979年12月23日 | バローネターフ     | 牡7      | 4:43.7   | 根本康広   | 矢野進     | （有）ターフ・スポート               | 2.7        | 1        | 3400万円  |
| 第85回  | 1980年12月20日 | カチウマタロー     | 牡5      | 4:49.4   | 田中剛     | 柄崎義信   | 島崎竜五郎                           | 49.7       | 8        | 3700万円  |
| 第87回  | 1981年12月19日 | テキサスワイポン   | 牡7      | 4:42.1   | 今岡正     | 二分久男   | 渡辺孝男                             | 7.7        | 4        | 4500万円  |
| 第89回  | 1982年12月25日 | キングスポイント   | 牡5      | 4:42.6   | 小島貞博   | 小川佐助   | 高田久成                             | 1.4        | 1        | 4800万円  |
| 第91回  | 1983年12月24日 | オキノサキガケ     | 牡5      | 4:41.9   | 星野忍     | 佐藤林次郎 | 沖崎エイ、沖崎藤吉郎                 | 11.4       | 2        | 4800万円  |
| 第93回  | 1984年12月22日 | メジロアンタレス   | 牡5      | 4:39.1   | 牧之瀬幸夫 | 大久保洋吉 | メジロ商事（株）                     | 6.9        | 3        | 4800万円  |
| 第95回  | 1985年12月21日 | オンワードボルガ   | 牡4      | 4:46.9   | 田中剛     | 二本柳俊夫 | 樫山純三                             | 2.8        | 1        | 5000万円  |
| 第97回  | 1986年12月20日 | ハッピールイス     | 牡4      | 4:45.6   | 中竹和也   | 吉田三郎   | マエコウファーム（有）               | 14.9       | 5        | 5000万円  |
| 第99回  | 1987年12月26日 | シノンシンボリ     | 牡8      | 4:39.4   | 牧之瀬幸夫 | 大和田稔   | 和田共弘                             | 8.2        | 2        | 5200万円  |
| 第101回 | 1988年12月24日 | ヤマニンアピール   | 騸5      | 4:39.0   | 岡冨俊一   | 中村均     | 土井宏二                             | 1.5        | 1        | 5200万円  |
| 第103回 | 1989年12月23日 | メジロマスキット   | 牝4      | 4:39.0   | 臼井武     | 尾形充弘   | （有）メジロ牧場                     | 1.8        | 1        | 5400万円  |
| 第105回 | 1990年12月22日 | ワカタイショウ     | 牡5      | 4:38.9   | 星野忍     | 嶋田功     | 渡辺喜八郎                           | 1.9        | 1        | 5500万円  |
| 第107回 | 1991年12月21日 | シンボリモントルー | 牡6      | 4:37.2   | 成田均     | 田中和夫   | シンボリ牧場                         | 8.1        | 4        | 5600万円  |
| 第109回 | 1992年12月26日 | シンボリクリエンス | 牡7      | 4:38.3   | 大江原哲   | 境征勝     | シンボリ牧場                         | 2.6        | 1        | 5700万円  |
| 第111回 | 1993年12月25日 | ブロードマインド   | 牡5      | 4:42.0   | 牧之瀬幸夫 | 矢野進     | 吉田照哉                             | 1.5        | 1        | 5700万円  |
| 第113回 | 1994年12月17日 | ローズムーン       | 牝5      | 4:40.6   | 五十嵐久   | 田村駿仁   | （株）大東牧場                       | 90.3       | 8        | 5700万円  |
| 第115回 | 1995年12月16日 | フジノスラッガー   | 牡5      | 4:44.9   | 臼井武     | 和田正道   | 中村寛俊                             | 2.3        | 1        | 5700万円  |
| 第117回 | 1996年12月14日 | ポレール           | 牡5      | 4:44.0   | 星野忍     | 岩元市三   | 林進                                 | 1.7        | 1        | 5700万円  |
| 第119回 | 1997年12月13日 | ケイティタイガー   | 牡8      | 4:45.5   | 嘉堂信雄   | 吉岡八郎   | 瀧本和義                             | 2.8        | 2        | 5700万円  |
| 第121回 | 1998年12月19日 | ビクトリーアップ   | 騸5      | 4:44.1   | 横山義行   | 吉永正人   | （有）池ばた                         | 7.7        | 3        | 5700万円  |
| 第122回 | 1999年12月18日 | ゴッドスピード     | 牡5      | 4:42.6   | 西谷誠     | 瀬戸口勉   | 坪野谷和平                           | 6.1        | 4        | 8000万円  |
| 第123回 | 2000年12月23日 | ランドパワー       | 牡5      | 4:40.7   | 金折知則   | 福島勝     | 木村善一                             | 10.9       | 5        | 8000万円  |
| 第124回 | 2001年12月22日 | ユウフヨウホウ     | 牡4      | 4:44.1   | 今村康成   | 松元茂樹   | （株）アイテツ                       | 114.7      | 10       | 8000万円  |
| 第125回 | 2002年12月21日 | ギルデッドエージ   | 牡5      | 4:51.6   | R.ロケット | 松元茂樹   | （有）ノースヒルズマネジメント       | 3.9        | 1        | 8000万円  |
| 第126回 | 2004年01月10日 | ブランディス       | 騸7      | 4:40.9   | 大江原隆   | 藤原辰雄   | （有）サンデーレーシング             | 7.3        | 3        | 8000万円  |
| 第127回 | 2004年12月25日 | メルシータカオー   | 騸5      | 4:37.6   | 出津孝一   | 武宏平     | 永井康郎                             | 13.4       | 5        | 8000万円  |
| 第128回 | 2005年12月24日 | テイエムドラゴン   | 牡3      | 4:39.9   | 白浜雄造   | 小島貞博   | 竹園正繼                             | 4.4        | 2        | 8000万円  |
| 第129回 | 2006年12月23日 | マルカラスカル     | 牡4      | 4:41.0   | 西谷誠     | 瀬戸口勉   | 河長産業（株）                       | 6.0        | 2        | 8000万円  |
| 第130回 | 2007年12月22日 | メルシーエイタイム | 牡5      | 4:39.7   | 横山義行   | 武宏平     | 永井康郎                             | 5.2        | 3        | 8000万円  |
| 第131回 | 2008年12月27日 | キングジョイ       | 牡6      | 4:45.0   | 高田潤     | 増本豊     | 松岡隆雄                             | 6.6        | 2        | 8000万円  |
| 第132回 | 2009年12月26日 | キングジョイ       | 牡7      | 4:41.7   | 西谷誠     | 増本豊     | 松岡隆雄                             | 2.5        | 1        | 8000万円  |
| 第133回 | 2010年12月25日 | バシケーン         | 牡5      | 4:46.1   | 蓑島靖典   | 高橋義博   | 石橋英郎                             | 56.8       | 10       | 7500万円  |
| 第134回 | 2011年12月24日 | マジェスティバイオ | 牡4      | 4:44.2   | 山本康志   | 田中剛     | バイオ（株）                         | 2.9        | 1        | 7000万円  |
| 第135回 | 2012年12月22日 | マーベラスカイザー | 牡4      | 4:48.8   | 熊沢重文   | 柴田政見   | 笹原貞生                             | 9.5        | 3        | 6500万円  |
| 第136回 | 2013年12月21日 | アポロマーベリック | 牡4      | 4:45.8   | 五十嵐雄祐 | 堀井雅広   | アポロサラブレッドクラブ             | 10.1       | 5        | 6500万円  |
| 第137回 | 2014年12月20日 | レッドキングダム   | 牡5      | 4:41.0   | 北沢伸也   | 松永幹夫   | （株）東京ホースレーシング           | 9.6        | 4        | 6500万円  |
| 第138回 | 2015年12月26日 | アップトゥデイト   | 牡5      | 4:37.9   | 林満明     | 佐々木晶三 | 今西和雄                             | 3.5        | 2        | 6500万円  |
| 第139回 | 2016年12月23日 | オジュウチョウサン | 牡5      | 4:45.6   | 石神深一   | 和田正一郎 | （株）チョウサン                     | 1.4        | 1        | 6600万円  |
| 第140回 | 2017年12月23日 | オジュウチョウサン | 牡6      | R4:36.1  | 石神深一   | 和田正一郎 | （株）チョウサン                     | 1.1        | 1        | 6600万円  |
| 第141回 | 2018年12月22日 | ニホンピロバロン   | 牡8      | 4:40.8   | 石神深一   | 田所秀孝   | 小林百太郎                           | 6.8        | 3        | 6600万円  |
| 第142回 | 2019年12月21日 | シングンマイケル   | 騸5      | 4:38.9   | 金子光希   | 高市圭二   | 伊坂重憲                             | 4.4        | 2        | 6600万円  |
| 第143回 | 2020年12月26日 | メイショウダッサイ | 牡7      | 4:40.7   | 森一馬     | 飯田祐史   | 松本好雄                             | 1.7        | 1        | 6600万円  |
| 第144回 | 2021年12月25日 | オジュウチョウサン | 牡10     | 4:46.6   | 石神深一   | 和田正一郎 | （株）チョウサン                     | 3.3        | 2        | 6600万円  |
| 第145回 | 2022年12月24日 | ニシノデイジー     | 牡6      | 4:45.9   | 五十嵐雄祐 | 高木登     | 西山茂行                             | 15.4       | 5        | 6600万円  |
| 第146回 | 2023年12月23日 | マイネルグロン     | 牡5      | 4:37.9   | 石神深一   | 青木孝文   | （株）サラブレッドクラブ・ラフィアン | 2.0        | 1        | 6600万円  |
| 第147回 | 2024年12月21日 | ニシノデイジー     | 牡8      | 4:40.4   | 五十嵐雄祐 | 高木登     | 西山茂行                             | 6.0        | 4        | 6600万円  |

## 中山大障害の記録
- レースレコード - 4分36秒1（2017年・オジュウチョウサン）
  - 優勝タイム最遅記録 - 5分21秒 1/5（1934年・キンテン）[10]
- 最年長優勝馬 - 10歳（1989年春・キョウエイウオリア、2021年・オジュウチョウサン）
  - 最年少優勝馬 - 3歳（1968年・タジマオーザ、2005年・テイエムドラゴン）
- 最多優勝馬 - 5回（1977年春秋・1978年秋・1979年春秋・バローネターフ）
  - 秋2勝以上 - フジノオー（1963・1964年）、グランドマーチス（1974・1975年）、バローネターフ（1977〜1979年）、キングジョイ（2008・2009年）、オジュウチョウサン（2016・2017・2021年）、ニシノデイジー（2022年・2024年）
- 最多優勝騎手 - 7回（1980年春・1983年春秋・1989年春・1990年秋・1996年春秋・星野忍）
  - 秋最多優勝騎手 - 5回（2016〜2018・2021・2023年・石神深一）
- 最多優勝調教師 - 8回（1937年秋・1938年春・1939年秋・1940年春・1941年秋・1949年秋・1956年秋・1966年春・尾形藤吉）
  - 秋最多優勝調教師 - 5回（1937・1939・1941・1949・1956年・尾形藤吉）
- 兄弟制覇
  - ヤマカブト・ケニイモア（千鳥甲産駒）[11]
  - ナスノセイラン・ナスノヒエン（ナスノアラシ産駒[12]）
  - メジロアイガー・メジロマスキット（メジロアマクサ産駒）[13]

## 中山大障害（春）
前述の通り、1935年から1998年までは年2回施行され、春の競走も行われていた。
施行コース・距離は秋と同様だったが、春のみ4歳馬（2001年以降の表記に基づけば3歳馬）は出走が認められていなかった。

### 年表
- 1935年
  - 年2回施行となり、春の競走を開始。
  - 名称を「中山大障碍特別」に変更。
- 1948年 - 過去の優勝馬が出走可能となる。
- 1951年 - 過去の優勝馬の斤量は2kg増となる。
- 1953年 - 日本放送協会（NHK）がテレビで中継。日本初のテレビ競馬中継となった。
- 1966年 - 中山大障碍1勝ごとに2kg増に変更される[注 2]。
- 1969年 - 出走馬ロイタンの実質的な馬主が出走馬バスターに禁止薬物のカフェインを含む抹茶を摂取させようと企み、バスターが出走取消に追い込まれる事件が起こった（バスター事件）。
- 1972年
  - 流行性の馬インフルエンザの影響により6月に順延開催。
  - 中山大障害優勝馬は2kg増。および収得賞金による斤量規定が廃止される。
  - 出走馬ダテハクタカが装鞍所からパドックに向かう通路で[14]、何者かに濃硫酸をかけられ右目を負傷、競走除外となる事件が発生（ダテハクタカ#ダテハクタカ事件）。
- 1976年 - 再び中山大障害1勝ごとに2kg増に変更される。
- 1988年 - 中山競馬場の改修工事により東京競馬場で行われたため、名称を「東京大障害」として施行された。東京大障害は過去に使用されたことがない距離4000mで施行され、第3コーナーから逆回りで1周したあとに襷コースに入り第2コーナーから順回りで直線に向かった。障害飛越数は17。
- 1989年 - 混合競走に指定。
- 1999年 - 廃止。中山グランドジャンプを新設の上、J・GIに格付けされる。

### 中山大障害（春）歴代優勝馬
優勝馬の馬齢は、現行表記としている。
競走名は第2回が「中山大障碍特別」、第4回・第6回・第8回・第21回が「農林省賞典障碍」、第10回・第12回・第14回・第16回・第18回が「中山農林省賞典障碍」、第100回が「東京大障害」。
| 回数    | 施行日        | 優勝馬               | 性齢 | タイム   | 優勝騎手   | 管理調教師 | 馬主                   | 単勝オッズ | 単勝人気 | 1着本賞金 |
| ------- | ------------- | -------------------- | ---- | -------- | ---------- | ---------- | ---------------------- | ---------- | -------- | --------- |
| 第2回   | 1935年4月7日  | イサハヤ             | 牡6  | 5:09 4/5 | 秋山辰治   | 川崎敬次郎 | 真藤慎太郎             |            | 1        |           |
| 第4回   | 1936年4月5日  | ジユピターユートピア | 牡5  | 5:01 4/5 | 中口儀一郎 | 大久保房松 | 小林国威               |            | 1        |           |
| 第6回   | 1937年4月4日  | フソウ               | 牡4  | 4:57 1/5 | 平井寅雄   | 稲葉秀男   | 中村勝五郎             | 2          |          |           |
| 第8回   | 1938年4月10日 | トクタカ             | 牡5  | 4:59 0/5 | 内藤潔     | 尾形景造   | 山中清兵衛             | 3          |          |           |
| 第10回  | 1939年4月9日  | コクオー             | 牝5  | 5:03 4/5 | 松永光雄   | 土田順三   | 村上菊松               | 1          |          |           |
| 第12回  | 1940年4月19日 | キヨクジツ           | 牡6  | 4:55 4/5 | 古賀嘉蔵   | 尾形景造   | 高杉晋                 | 2          |          |           |
| 第14回  | 1941年4月20日 | ライハルオン         | 牝6  | 4:53 1/5 | 中野才一   | 佐藤重治   | 伊藤盛治               | 5          |          |           |
| 第16回  | 1942年4月26日 | ホウカツピータ       | 牡5  | 5:07 2/5 | 本田昌雄   | 稗田虎伊   | 経塚彌三               | 5          |          |           |
| 第18回  | 1943年5月2日  | モトクマ             | 牡5  | 5:03 4/5 | 平井稔     | 稲葉幸夫   | 門井鍋四郎             | 2          |          |           |
| 第21回  | 1948年4月3日  | フクレイ             | 牡5  | 4:08 1/5 | 田畑志郎   | 古賀嘉蔵   | 西博                   | 3          | 15万円   |           |
| 第23回  | 1949年5月1日  | カミカゼ             | 牡4  | 4:50 3/5 | 高松三太   | 柏谷富衛   | 小野ムメ               | 1          | 40万円   |           |
| 第25回  | 1950年5月5日  | エイシヤイン         | 牡6  | 5:00 2/5 | 小森園正義 | 久保田彦之 | 伊藤市平               | 3          | 50万円   |           |
| 第27回  | 1951年5月20日 | ツキヤス             | 牝4  | 4:43 4/5 | 古山良司   | 上村大治郎 | 高須銀次郎             | 1          | 70万円   |           |
| 第29回  | 1952年6月8日  | カツシロ             | 牡4  | 4:44 4/5 | 富田六郎   | 見上恒芳   | 松村政雄               | 1          | 70万円   |           |
| 第31回  | 1953年6月28日 | ハクオー             | 牡4  | 4:45 3/5 | 斉藤義美   | 松元正雄   | 西村光之助             | 1          | 70万円   |           |
| 第33回  | 1954年6月20日 | ギンザクラ           | 牡4  | 4:50 3/5 | 富田六郎   | 見上恒芳   | 鈴江チヨ               | 3          | 100万円  |           |
| 第35回  | 1955年6月26日 | キタノイヅミ         | 牡4  | 4:43 1/5 | 勝尾竹男   | 久保田金造 | 田中留治               | 1          | 100万円  |           |
| 第38回  | 1957年6月30日 | クロシオ             | 牡4  | 4.52 0/5 | 長池辰三   | 大久保末吉 | 渡辺美弥子             | 7.9        | 4        | 120万円   |
| 第40回  | 1958年6月29日 | ケニイモア           | 牝5  | 4:47 0/5 | 目時重男   | 武輔彦     | ジョー・エス           | 5.5        | 3        | 130万円   |
| 第42回  | 1959年6月28日 | オータジマ           | 牡4  | 4:43 0/5 | 高屋次郎   | 古賀嘉蔵   | 田島将光               | 3.8        | 2        | 150万円   |
| 第44回  | 1960年6月26日 | ロールメリー         | 牝5  | 4:49.5   | 古賀一隆   | 古賀嘉蔵   | 豊島美王麿             | 2.7        | 1        | 200万円   |
| 第46回  | 1961年4月23日 | クニハヤ             | 牡6  | 4:45.0   | 加賀武見   | 阿部正太郎 | 日下邦雄               |            | 3        | 300万円   |
| 第48回  | 1962年4月22日 | フエニツクス         | 牡5  | 4:54.2   | 田村駿仁   | 二本柳俊夫 | 河野魁                 | 12.6       | 5        | 300万円   |
| 第50回  | 1963年6月23日 | ゴールデンオーザ     | 牡4  | 4:46.2   | 関口薫     | 中村広     | 川俣トシエ             | 4.8        | 3        | 400万円   |
| 第52回  | 1964年3月15日 | フジノオー           | 牡5  | 4:45.5   | 横山富雄   | 橋本輝雄   | 藤井一雄               | 1.9        | 1        | 450万円   |
| 第54回  | 1965年4月11日 | フジノオー           | 牡6  | 4:49.2   | 横山富雄   | 橋本輝雄   | 藤井一雄               | 2.2        | 1        | 450万円   |
| 第56回  | 1966年4月24日 | アドミラル           | 牡4  | 5:04.0   | 小泉明東   | 尾形藤吉   | 永田雅一               | 4.6        | 1        | 700万円   |
| 第58回  | 1967年6月11日 | クニハヤヒメ         | 牝4  | 4:52.1   | 関口健太郎 | 阿部正太郎 | 日下邦雄               | 11.6       | 5        | 900万円   |
| 第60回  | 1968年4月7日  | フジノホマレ         | 牡8  | 4:53.4   | 横山富雄   | 橋本輝雄   | 藤井一雄               | 4.8        | 3        | 1100万円  |
| 第62回  | 1969年6月29日 | ホンマルシロー       | 牡4  | 4:58.9   | 千田能照   | 勝又忠     | 原田享                 | 5.8        | 3        | 1300万円  |
| 第64回  | 1970年4月5日  | ハセタカラ           | 牡4  | 4:50.9   | 法理弘     | 阿部正太郎 | 長南鶴雄               | 5.0        | 2        | 1500万円  |
| 第66回  | 1971年5月5日  | ナスノセイラン       | 牝5  | 4:48.6   | 金井国男   | 稲葉秀男   | 那須野牧場             | 4.3        | 2        | 1700万円  |
| 第68回  | 1972年6月4日  | ナスノセイラン       | 牝6  | 4:53.0   | 柴崎勇     | 稲葉秀男   | 那須野牧場             | 6.5        | 2        | 1900万円  |
| 第70回  | 1973年4月8日  | ナスノヒエン         | 牡5  | 4:45.1   | 金井国男   | 稲葉秀男   | 那須野牧場             | 2.3        | 1        | 2200万円  |
| 第72回  | 1974年4月7日  | グランドマーチス     | 牡5  | 4:48.4   | 寺井千万基 | 伊藤修司   | 大久保興産（株）       | 2.8        | 1        | 2700万円  |
| 第74回  | 1975年4月6日  | グランドマーチス     | 牡6  | 4:40.3   | 寺井千万基 | 伊藤修司   | 大久保興産（株）       | 1.9        | 1        | 2800万円  |
| 第76回  | 1976年4月11日 | エリモイーグル       | 牡5  | 4:38.9   | 渡辺修一   | 大久保末吉 | 井上芳春               | 9.6        | 4        | 3100万円  |
| 第78回  | 1977年4月10日 | バローネターフ       | 牡5  | 4:44.3   | 三浦春美   | 矢野進     | （有）ターフ・スポート | 2.6        | 1        | 3200万円  |
| 第80回  | 1978年4月9日  | ファンドリナイロ     | 牡6  | 4:42.1   | 広松孝司   | 須貝彦三   | 水戸富雄               | 3.5        | 2        | 3400万円  |
| 第82回  | 1979年4月8日  | バローネターフ       | 牡7  | 4:38.5   | 根本康広   | 矢野進     | （有）ターフ・スポート | 2.6        | 1        | 3400万円  |
| 第84回  | 1980年4月6日  | オキノサコン         | 牡6  | 4:49.5   | 星野忍     | 八木沢勝美 | 沖崎エイ、沖崎藤吉郎   | 3.1        | 2        | 3700万円  |
| 第86回  | 1981年4月5日  | ナカミショウグン     | 牡5  | 4:47.4   | 根本康広   | 八木沢勝美 | 中村美俊               | 2.7        | 1        | 4500万円  |
| 第88回  | 1982年4月11日 | キングスポイント     | 牡5  | 4:44.1   | 小島貞博   | 小川佐助   | 高田久成               | 1.5        | 1        | 4800万円  |
| 第90回  | 1983年4月10日 | オキノサキガケ       | 牡5  | 4:41.8   | 星野忍     | 佐藤林次郎 | 沖崎エイ、沖崎藤吉郎   | 6.4        | 2        | 4800万円  |
| 第92回  | 1984年4月8日  | メジロジュピター     | 牡6  | 4:41.9   | 池添兼雄   | 大久保洋吉 | メジロ商事（株）       | 10.9       | 3        | 4800万円  |
| 第94回  | 1985年4月7日  | ブルーフラール       | 牝5  | 4:43.1   | 成田均     | 大久保勝之 | 栗林英雄               | 13.9       | 5        | 5000万円  |
| 第96回  | 1986年4月6日  | ライバコウハク       | 牡7  | 4:44.9   | 大江原哲   | 松元正雄   | 坂本盛正、上水清氏     | 9.7        | 4        | 5000万円  |
| 第98回  | 1987年4月12日 | メジロアンタレス     | 牡8  | 4:44.2   | 成田均     | 大久保洋吉 | メジロ商事（株）       | 3.6        | 4        | 5200万円  |
| 第100回 | 1988年4月10日 | メジロアイガー       | 牡5  | 4:34.6   | 臼井武     | 尾形充弘   | （有）メジロ牧場       | 2.5        | 1        | 5200万円  |
| 第102回 | 1989年4月9日  | キョウエイウオリア   | 牡10 | 4:46.8   | 星野忍     | 中村均     | 松岡正雄               | 6.0        | 3        | 5400万円  |
| 第104回 | 1990年4月7日  | パンフレット         | 牡5  | 4:39.5   | 嘉堂信雄   | 田中良平   | 小田切有一             | 4.1        | 3        | 5500万円  |
| 第106回 | 1991年4月6日  | シンコウアンクレー   | 牡5  | 4:38.1   | 田中剛     | 二本柳俊一 | 安田修                 | 8.2        | 4        | 5600万円  |
| 第108回 | 1992年4月11日 | シンボリクリエンス   | 牡7  | 4:41.7   | 大江原哲   | 境征勝     | シンボリ牧場           | 4.1        | 3        | 5700万円  |
| 第110回 | 1993年4月10日 | メジログッテン       | 牡6  | 4:38.5   | 押田年郎   | 大久保正陽 | （有）メジロ牧場       | 3.7        | 2        | 5700万円  |
| 第112回 | 1994年4月9日  | ブロードマインド     | 牡6  | 4:40.7   | 牧之瀬幸夫 | 矢野進     | 吉田照哉               | 1.2        | 1        | 5700万円  |
| 第114回 | 1995年4月8日  | ダイカツストーム     | 牡5  | 4:44.1   | 中竹和也   | 中村好夫   | 志賀泰吉               | 5.0        | 3        | 5700万円  |
| 第116回 | 1996年4月6日  | ポレール             | 牡5  | 4:41.2   | 星野忍     | 岩元市三   | 林進                   | 6.6        | 3        | 5700万円  |
| 第118回 | 1997年4月12日 | ポレール             | 牡6  | 4:43.1   | 出津孝一   | 岩元市三   | 林進                   | 1.8        | 1        | 5700万円  |
| 第120回 | 1998年4月18日 | ノーザンレインボー   | 牡8  | 4:46.2   | 田中剛     | 鈴木康弘   | 吉田照哉               | 3.6        | 2        | 5700万円  |

## （参考）農商省賞典障碍
1944年春は中山競馬場が閉鎖されたため、東京競馬場で能力検定競走「農商省賞典障碍」として施行された。
| 施行日        | 優勝馬   | 性齢 | タイム   | 優勝騎手 |
| ------------- | -------- | ---- | -------- | -------- |
| 1944年6月11日 | イマカゼ | 牝5  | 5:03 0/5 | 石澤秀二 |